# Rover 75
Ne pas confondre avec les Rover 75 (1948 - 1949) et Rover 75 (1949 - 1964).
La Rover 75 est une berline de type familiale et routière haut de gamme produite par le constructeur automobile britannique Rover de 1999 à 2005 et destinée à remplacer les 600 et 800.

## Historique
Avec ce modèle, Rover renouait en 1999 avec la tradition du haut de gamme typiquement anglais. Initié avant que BMW ne devienne propriétaire du groupe Rover, le projet fut validé très rapidement et bénéficia de l'expertise BMW en termes de processus d'assemblage et de finition, ainsi que pour certains composants. La voiture a été dessinée par Richard Woolley. Le châssis et les mécaniques essence sont de conception Rover, tandis que le bloc moteur Diesel est issu de la BMW 320d Type E46.
Elle sera assemblée successivement par Rover Group (sous propriété BMW), dans son usine de Cowley (Oxford), d'avril 1999 à juillet 2000, puis par le groupe MG Rover, d'octobre 2000 à avril 2005, dans l'usine de Longbridge. En effet, à la suite de la vente des actifs de Rover Group par BMW, la production de la 75 est transférée dans l'usine de Longbridge, siège social du nouveau groupe MG Rover créé par les repreneurs de la marque. Ce transfert est réalisé en trois mois et permet ainsi une reprise rapide de la production.
Les modèles produits à Cowley jusqu'en juillet 2000 se distinguent par leurs bas de caisse et bas de pare-chocs de couleur noire satinée, tandis que ces mêmes éléments sur les modèles produits à Longbridge sont de couleur carrosserie. Cette modification fut en réalité introduite pour l'année-modèle 2001, produite à partir de juillet 2000, de sorte que les tout derniers exemplaires sortis de l'usine de Cowley bénéficient également de ce changement.
Le modèle reçoit un restylage en 2004 avec l'apparition de la Phase 2. Celle-ci s'est nettement moins vendue que la première, notamment en raison de sa plus faible production avec la faillite du groupe MG Rover en 2005.

### Phase 1
Elle est produite de 1999 à 2004.
À partir de janvier 2001, le groupe MG Rover démarra un programme de réduction de certains coûts liés à l'assemblage sur ses chaînes de production. L'objectif étant de pouvoir augmenter la marge brute réalisée sur la vente de chaque véhicule. Ce programme, baptisé « Project Drive », influença l'ensemble des modèles Rover, dont la 75. Si certaines modifications semblent anecdotiques, et d'autres bienvenues (améliorant ainsi certains des points de faiblesse initiaux de la voiture), d'autres modifications furent plus radicales et peuvent être perçues comme ayant un impact sur le niveau global de qualité perçue. À titre d'exemple, le tableau de bord en noyer vernissé fut remplacé à partir de la mi-2001 par une imitation en plastique.

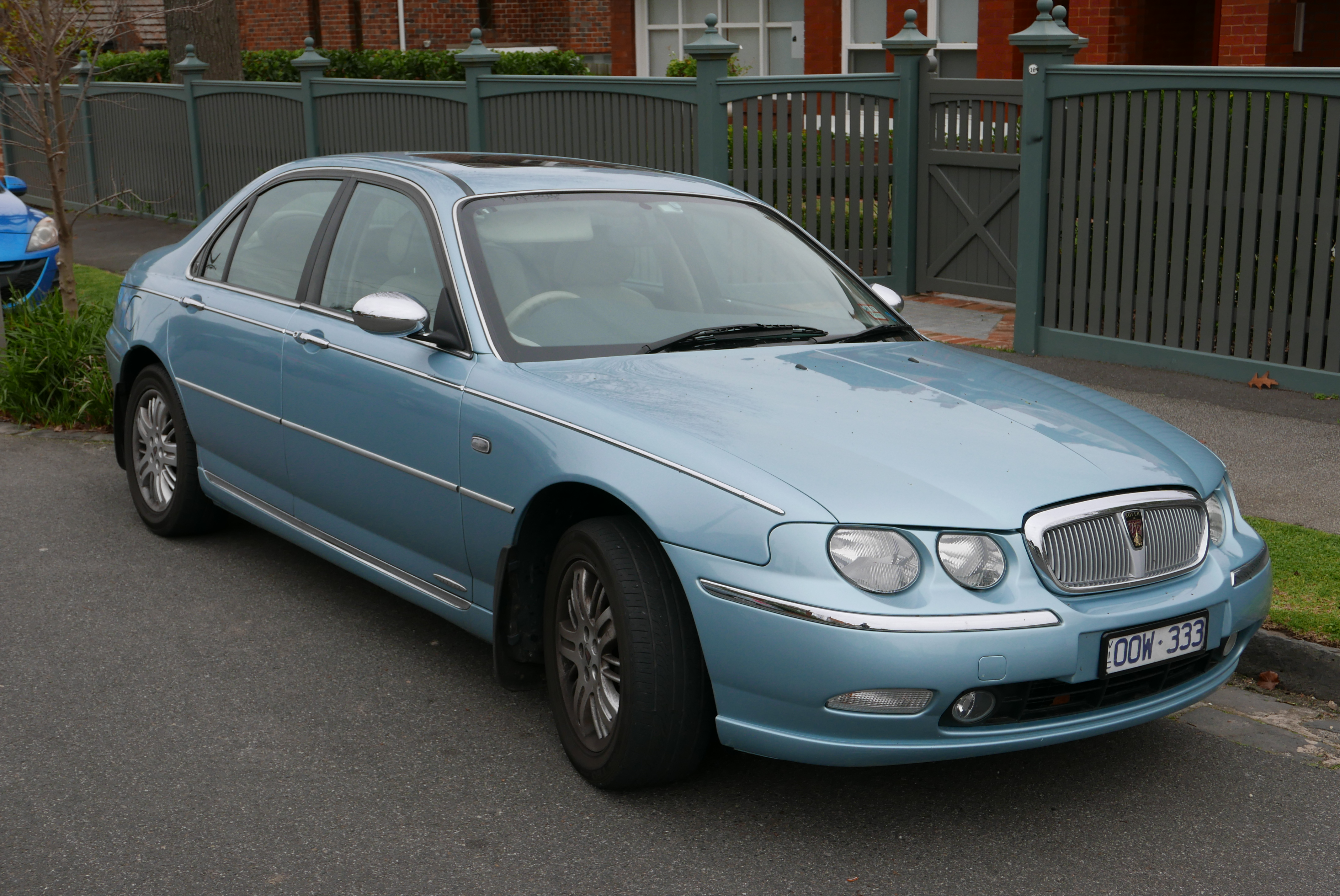
Vue avant.
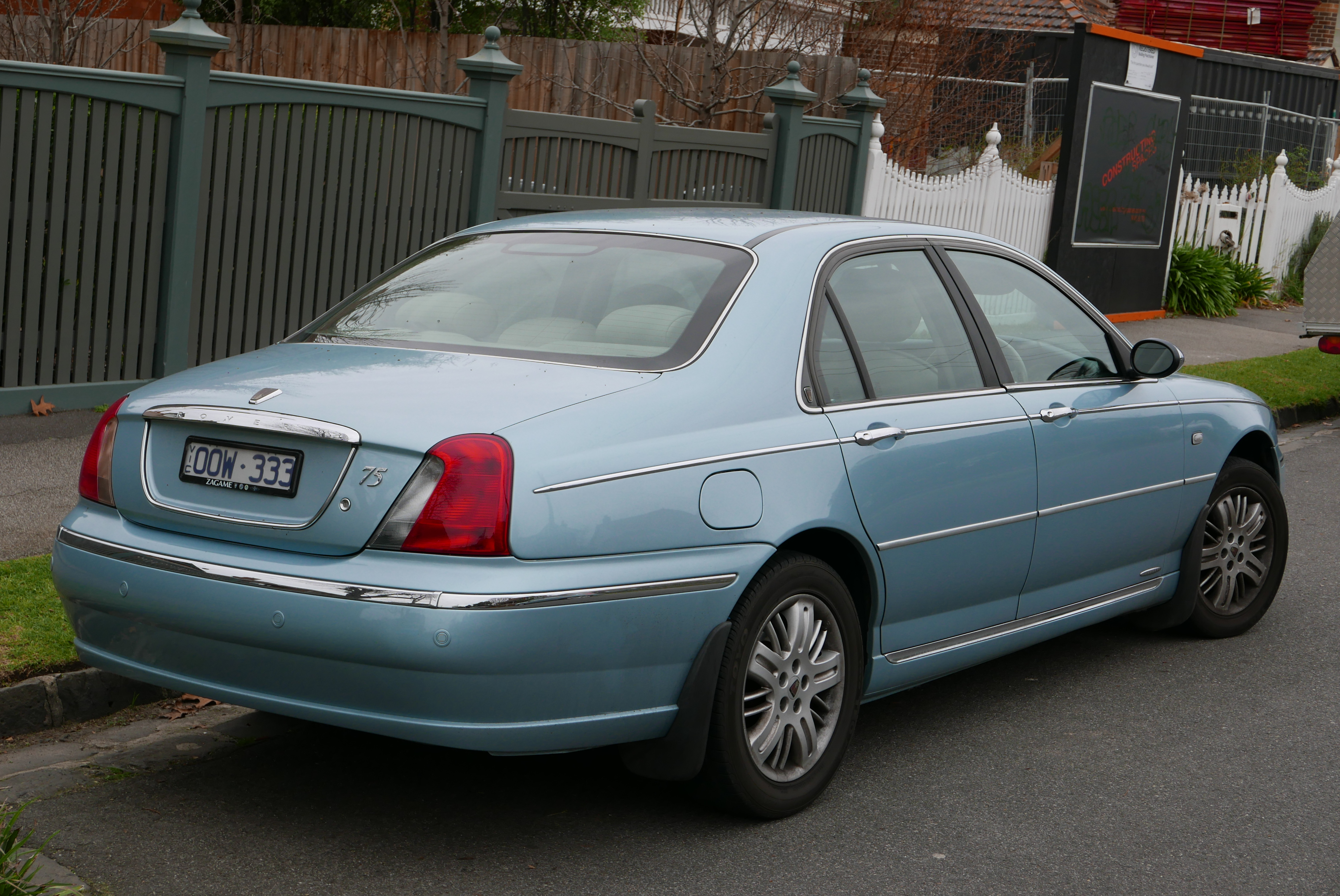
Vue arrière.

### Phase 2
Elle est produite de 2004 à 2005.

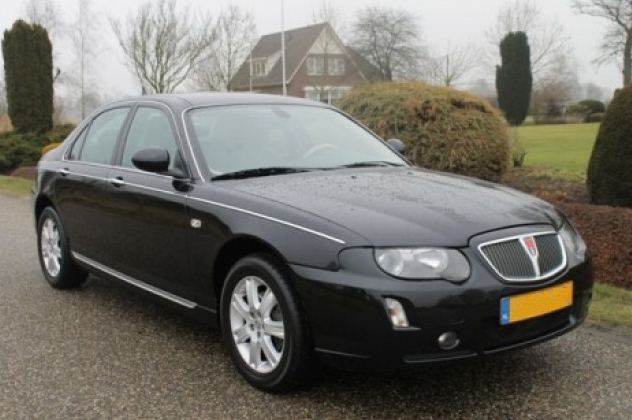
Vue avant.
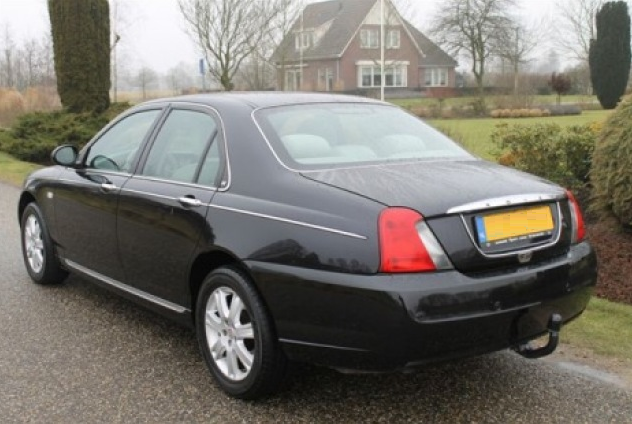
Vue arrière.

### Résumé de la 75
- Octobre 1998 : présentation de la Rover 75 au salon automobile de Birmingham (Angleterre).
- Avril 1999 : début de la production à grande échelle, et lancement commercial de la berline.
- Eté 1999 : commercialisation en France (berline).
- Septembre 2001 : lancement et commercialisation de la version break (75 Tourer).
- 2002 : lancement et commercialisation de la version limousine par le carrossier S. MacNeillie & Son Limited (Vanden Plas).
- 2003 : Reprise de la production de la version limousine par Rover en interne, elle abandonne alors la dénomination Vanden Plas pour s'appeler 75 Limousine.
- Juin 2004 : lancement et commercialisation de la Phase II (berline et break) et du modèle V8 (75 V8).
- Avril 2005 : arrêt définitif de la production.
- Octobre 2005 : arrêt définitif de la commercialisation.

| Générations                           | Production | Dérivés de chez Rover / MG | Modèles similaires |
| ------------------------------------- | ---------- | -------------------------- | --- |
| Rover 75 Phase I (04/1999 - 05/2004)  |            | MG ZT ; MG ZT-T            | Alfa Romeo 166 ; Audi A6 (C5) ; BMW Série 5 (E39) ; Ford Mondeo II ; Mercedes-Benz Classe E (Type 210) ; Volkswagen Passat (B5)   |
| Rover 75 Phase II (06/2004 - 04/2005) |            | MG ZT ; MG ZT-T            | Alfa Romeo 166 ; Audi A6 (C5) ; BMW Série 5 (E60) ; Ford Mondeo II ; Mercedes-Benz Classe E (Type 211) ; Volkswagen Passat (B5.5) |

## Les différentes versions
|          | Carrosseries    | 1999                     | 2000                      | 2001                 | 2002                 | 2003                 | 2004                 | 2005                 |
| Phase I  | Phase I         | Phase I                  | Phase I                   | Phase I              | Phase II             | Phase II             |                      |                      |
| Rover 75 | Berline - Break | 75 / 75 Tourer - 1.8     | 75 / 75 Tourer - 1.8      | 75 / 75 Tourer - 1.8 | 75 / 75 Tourer - 1.8 | 75 / 75 Tourer - 1.8 | 75 / 75 Tourer - 1.8 | 75 / 75 Tourer - 1.8 |
| Rover 75 | Berline - Break |                          | 75 / 75 Tourer - 1.8T     |                      |                      |                      |                      |                      |
| Rover 75 | Berline - Break | 75 / 75 Tourer - 2.0 V6  |                           |                      |                      |                      |                      |                      |
| Rover 75 | Berline - Break | 75 / 75 Tourer - 2.0 CDT |                           |                      |                      |                      |                      |                      |
| Rover 75 | Berline - Break |                          | 75 / 75 Tourer - 2.0 CDTi |                      |                      |                      |                      |                      |
| Rover 75 | Berline - Break | 75 / 75 Tourer - 2.5 V6  |                           |                      |                      |                      |                      |                      |
| Rover 75 | Berline - Break |                          |                           |                      | 75 / 75 Tourer - V8  |                      |                      |                      |
| Rover 75 | Limousine       |                          |                           |                      | 2.0 CDTi             | 2.0 CDTi             | 2.0 CDTi             | 2.0 CDTi             |
| Rover 75 | Limousine       |                          | 2.5 V6                    |                      |                      |                      |                      |                      |

Légende couleur : Essence ; Diesel

### Carrosseries

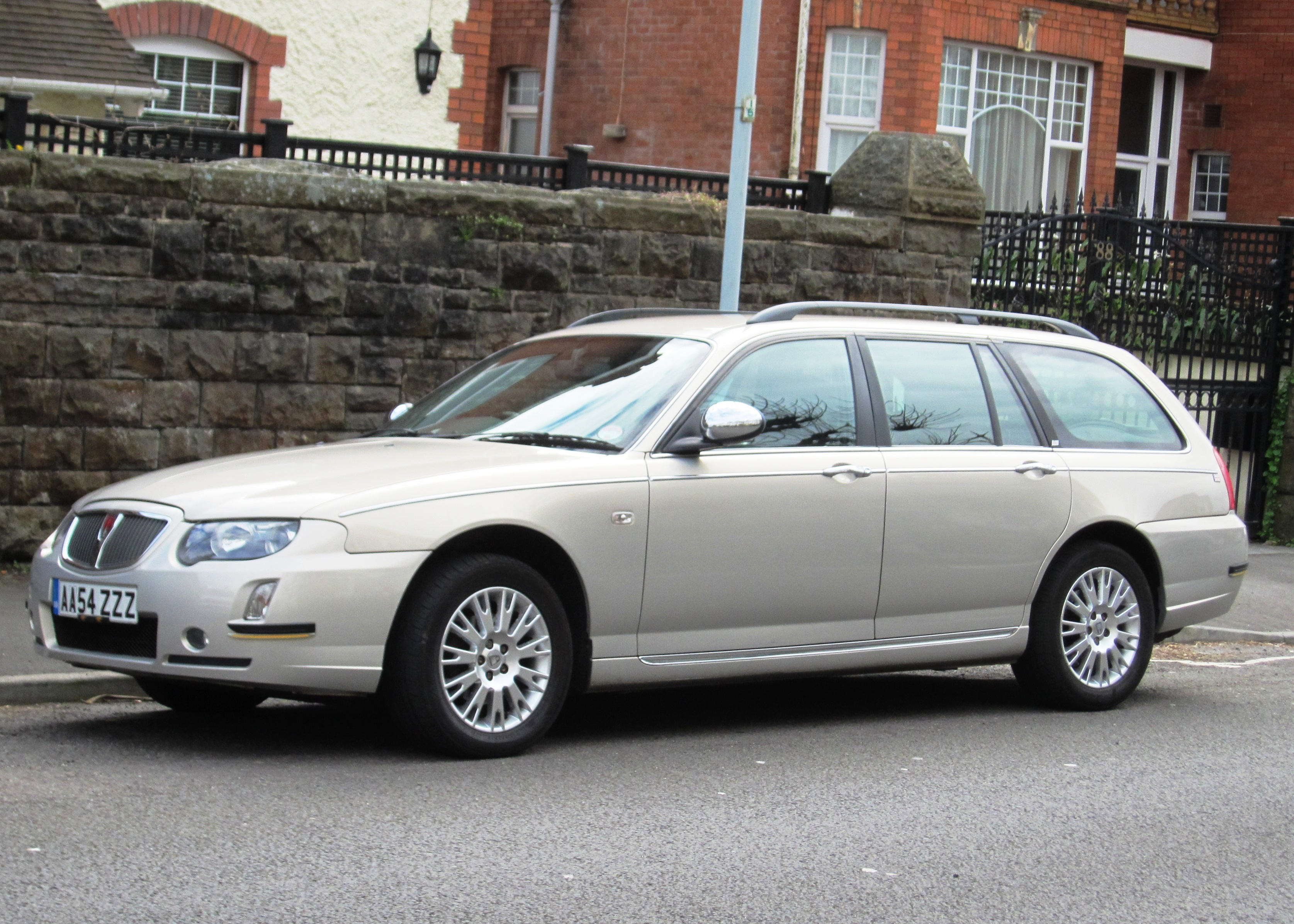
Rover 75 Tourer Phase 2.

- Berline : carrosserie standard de la gamme.
- Break : déclinaison Break de la berline de base, elle sera dénommée 75 Tourer. Développée en même temps que la berline, elle ne recevra jamais l'aval de BMW pour sa commercialisation lorsque la marque allemande était propriétaire de Rover Group. Elle sera commercialisée à partir de juin 2001 et reprendra le style avant de la berline, mais aussi l'ensemble de ses motorisations et niveaux d'équipements. Son hayon présente l'originalité d'avoir une double ouverture (la vitre arrière pouvant s'ouvrir indépendamment du hayon).
- Limousine : en 2002, un spécialiste anglais de la conversion de véhicules en limousines, S. MacNeillie & Son Limited, créa une version rallongée de la 75, baptisée Vanden Plas. Plus longue de 200 mm, elle apporte aux passagers arrière davantage d'espace aux jambes (un des points faibles de la 75). Il fut ainsi produit 62 exemplaires de cette version. En 2003, MG Rover décida de reprendre sa fabrication en interne, et la rebaptisa 75 Limousine. 36 exemplaires supplémentaires furent ainsi assemblés par MG Rover[3].
- Autres : S. MacNeillie & Son Limited développa également, pour certains services funéraires au Royaume-Uni, une version Limousine à 6 portes de la Rover 75 (13 exemplaires), ainsi qu'un corbillard sur la base de la 75 Tourer (6 exemplaires)[3].

### Finitions

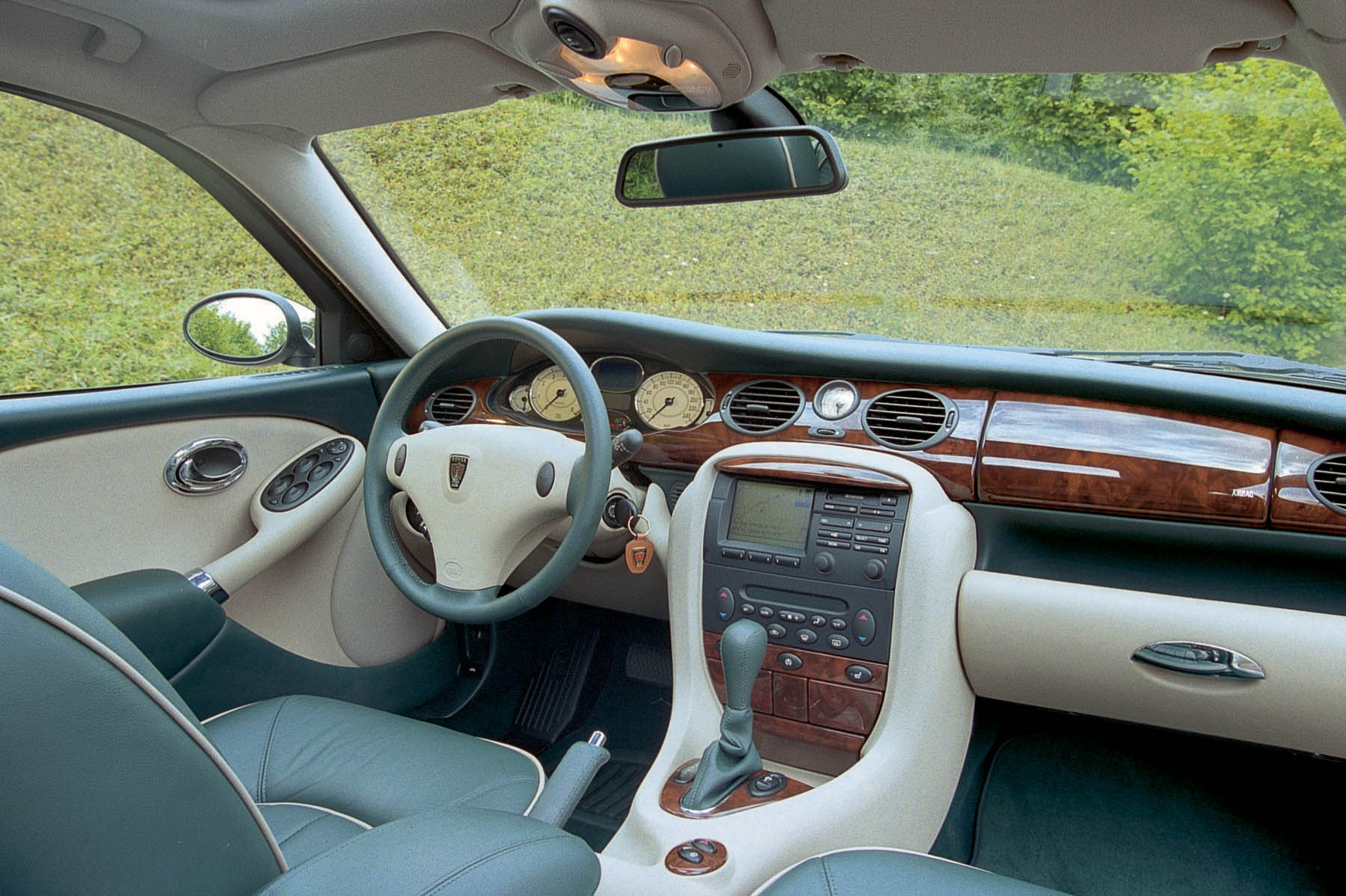
Tableau de bord.

- Base : disponible uniquement sur 1.8 et 2.0 CDT et CDTi. Comme son nom l'indique il s'agit de la version de base, sans jantes alliage, avec climatisation manuelle, autoradio cassette, ABS, deux airbags, rétroviseurs électriques, condamnation centralisée, vitres avant électriques, alarme et anti-démarrage, planche de bord en ronce de noyer.
- Pack : disponible sur tous les modèles, finition intermédiaire. Jantes alliage 15 pouces, climatisation automatique bi-zone, autoradio lecteur CD, 4 vitres électriques, ABS, quatre airbags.
  - En option, parmi d'autres : radar de recul, capteur de pluie, feux xénon, intérieur cuir, régulateur de vitesse, GPS, toit ouvrant électrique.
- Pack Luxe : disponible sur tous les modèles sauf la 1.8. Tous les équipements de la finition Pack, plus une sellerie cuir et des sièges avant électriques et chauffants.
  - En option, parmi d'autres : régulateur de vitesse (de série sur boîte auto.), contrôle de traction, radar de recul, toit ouvrant, allumage automatique des essuie-glaces, rétroviseur intérieur photosensible, store électrique arrière, GPS intégré à écran couleur. Sur le marché français, cette finition proposait également en standard l'ordinateur de bord et un système de navigation GPS avec écran monochrome. Elle est reconnaissable de l'extérieur grâce à ses rétroviseurs chromés et ses feux anti-brouillard à l'avant.
- Héritage SE : ABS + EBD + ETC - airbags frontaux, latéraux et rideaux - jantes en alliage 16" à sept branches - climatisation régulée bizone - quatre glaces électriques (à impulsion côté conducteur) - rétroviseurs électriques et dégivrants - lecteur CD 4 x 20w avec six haut-parleurs et commande au volant - régulateur de vitesse - sellerie velours - tableau de bord en chêne clair - coquilles de rétroviseurs couleur carrosserie - ordinateur de bord.

### Version spécifiques

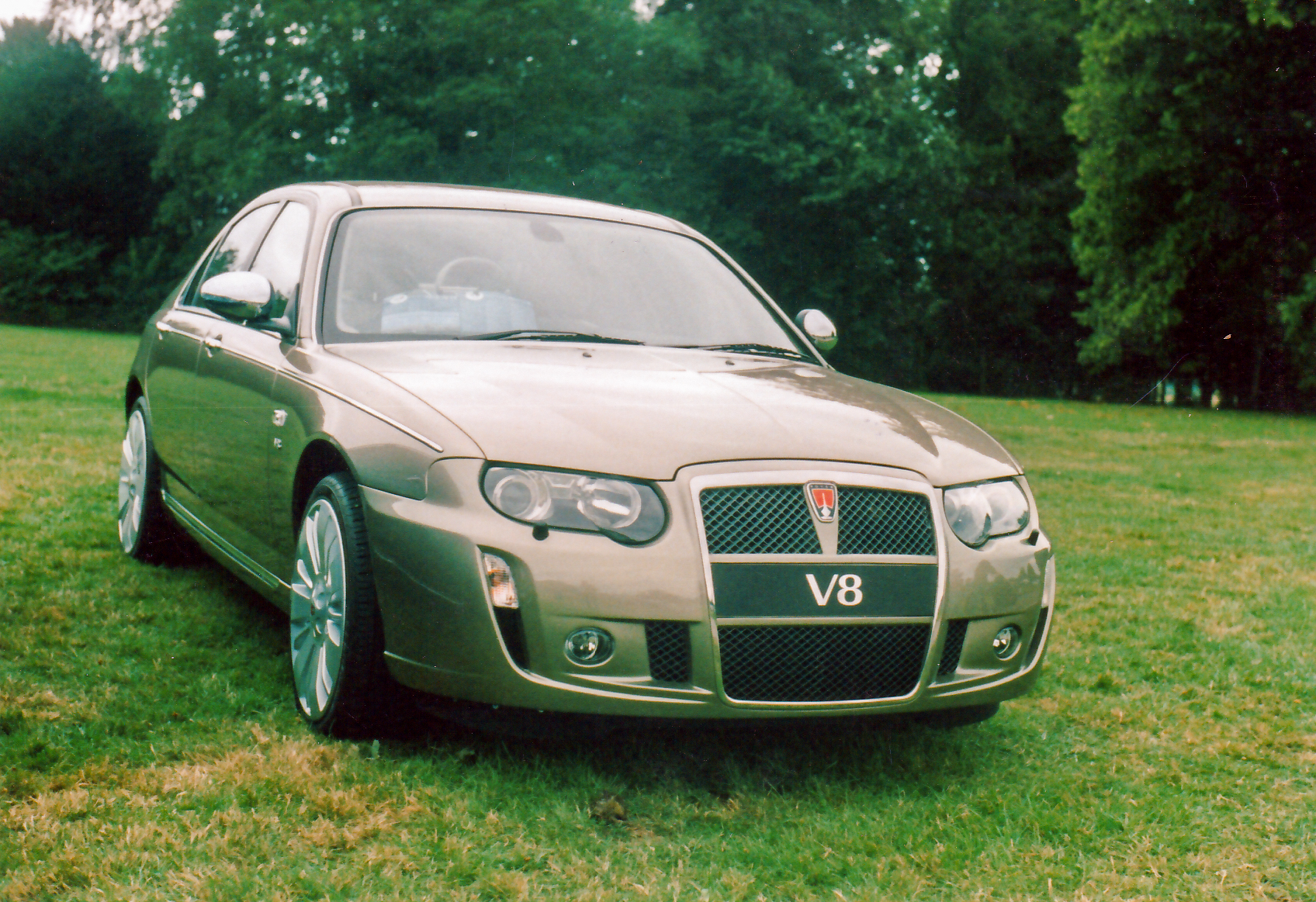
Rover 75 V8.

#### Rover 75 V8
Un modèle V8 a vu le jour en 2004, avec un V8 4,6 l et 260 ch d'origine américaine : celui de la Ford Mustang. Présentée au salon de Genève en mars 2004, la Rover 75 V8 était dotée d'une large et imposante calandre, qui n'était pas sans rappeler celle des Audi A6 et A8 contemporaines (cette calandre fut également disponible en option pour les autres modèles de la gamme 75, ou en dotation standard sur certaines séries limitées). Afin de faire passer de manière plus efficace le couple important de ce bloc moteur, cette version passe de la traction à la propulsion, les ingénieurs de MG Rover tirant ainsi parti du large tunnel central qui équipait le châssis dès l'origine. Si cette version ne diffère esthétiquement que par la présence d'un badge V8 sur les flancs et de quadruples sorties d'échappement à l'arrière, des changements considérables ont été réalisés par rapport aux versions de base : suspensions avant et arrière spécifiques munis de ressorts de la marque Eibach et d'amortisseurs Bilstein, étriers de frein et diamètre des disques spécifiques à l'arrière, suspension arrière repensée, différentiel à glissement limité d'origine Dyna, unité de climatisation et chauffage spécifique.

#### MG ZT&MG ZT-T
Début 2001, le groupe MG Rover lança une version davantage sportive de la Rover 75 sous l'appellation MG ZT. Le châssis et les suspensions furent retravaillés, de même que la motorisation V6 de 177 ch qui passera à 190 ch. La déclinaison break fut également commercialisée, sous l'appellation MG ZT-T, et la MG ZT V8 fut lancée en 2003.

### Les séries spéciales

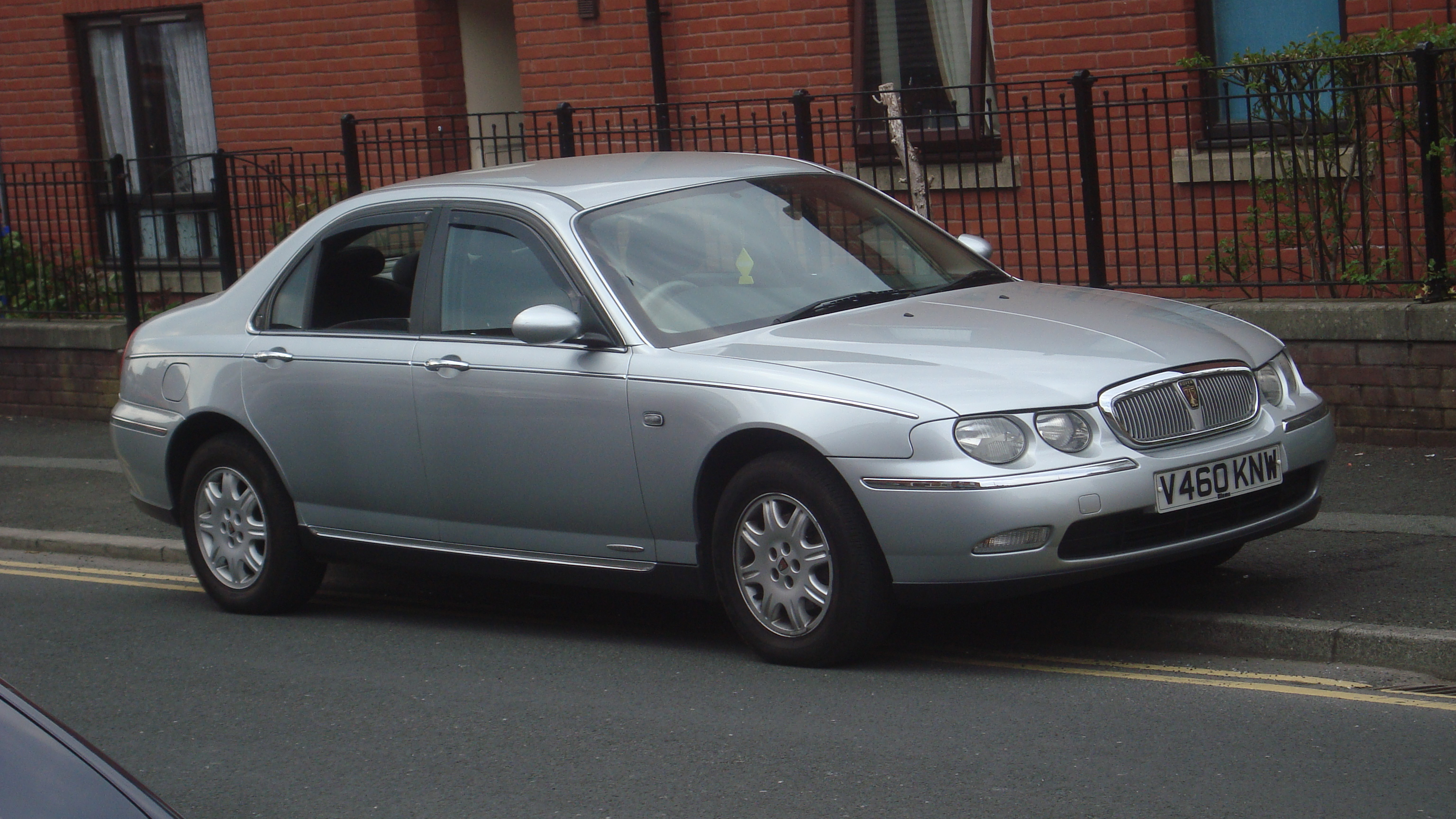
Rover 75 Phase 1

Rover eut souvent recours aux séries limitées ou spéciales pour soutenir les ventes. C'est ainsi que la marque britannique commercialisa huit séries spéciales pour la 75. À noter que les éditions limitée "Classic Line", "Sterling", "Parkline" et "Platinium Edition" étaient également disponibles sur les Rover 25 et Rover 45.

#### Highland
Cette série limitée à 250 exemplaires est uniquement proposé à la vente en France en 2000. Basée sur la finition de base, elle était dotée de plusieurs équipements intérieurs du niveau "Pack" et le tarif était particulièrement intéressant, puisqu'inférieur au modèle basique. Une seule motorisation était disponible : la 2.0 CDT diesel en boîte de vitesses manuelle.
- Équipements extérieurs supplémentaires :
  - Logo "Highland".
- Équipements intérieurs supplémentaires :
  - Climatisation régulée avec réglage séparé droite/gauche + Système audio "Harmony" avec six haut-parleurs + Régulateur de vitesse.

#### Sterling
Cette série limitée à 50 exemplaires pour la France est uniquement proposé à la vente en octobre 2001. Elle présentait un équipement particulièrement complet, uniquement disponible avec le moteur 2.5 V6 essence en boîte de vitesse automatique. L'année suivante, une autre série de "Sterling" sera commercialisée, avec une gamme plus étendue.
- Équipements extérieurs supplémentaires :
  - Jantes alliage 16 pouces + Phares antibrouillard + + Lave-phares chauffants + Six peintures métallisée disponibles selon stocks (Zircon Silver ; Moonstone Green ; Arden Green ; Royal Blue ; Raven Black ; Wedgwood Blue).
- Équipements intérieurs supplémentaires :
  - Sellerie cuir + Toit ouvrant électrique + Climatisation automatique bi-zone + Sièges avant chauffants à réglages électriques et siège conducteur avec mémorisation trois positions + Lecteur 6 CD avec commande au volant et système audio Alpine + Système de navigation couleur + Rétroviseur intérieur photosensible + Store pare-soleil arrière électrique + Airbags conducteur, passager et latéraux + ABS et contrôle de traction électronique + Alarme volumétrique avec anti-démarrage.

#### Classic Line
Cette série spéciale "basique" était destinée à promouvoir les modèles de base. Elle était disponible uniquement en 2001 avec les moteurs essence 1.8 et diesel 2.0 CDT.
- Équipements extérieurs supplémentaires :
  - Couleurs disponibles selon les stocks + logos "Classic Line" + Finition extérieure identique au modèle de base.
- Équipements intérieurs supplémentaires :
  - Inserts en ronce de noyer + Airbags conducteur et passager + Sellerie velours + Jeu de tapis de sol + Rétroviseurs électriques et dégivrants + Condamnation centralisée + Seuils de portes avant chromés + Système audio "Harmony" à 6 haut-parleurs.

#### Sterling
Cette série limitée à 100 exemplaires sortie uniquement mars 2002, présentait un "luxe infiniment accessible", était disponible en deux carrosseries (berline en 75 exemplaires ou break en 25 exemplaires) et deux motorisations (2.5 V6 essence avec boîte automatique ou 2.0 CDT diesel avec boîte manuelle).
- Équipements extérieurs supplémentaires :
  - Jantes alliage 16 pouces + Phares antibrouillard + Lave-phares + Huit peintures métallisée disponibles selon stocks (Zircon Silver ; Moonstone Green ; Arden Green ; Royal Blue ; White Gold ; Raven Black (berline) ; Copperleaf Red ; Wedgwood Blue).
- Équipements intérieurs supplémentaires :
  - Sellerie cuir + Toit ouvrant électrique + Climatisation automatique bi-zone + Système de navigation couleur + Sièges avant chauffants à réglages électriques et siège conducteur avec mémorisation trois positions + Lecteur 6 CD avec commande au volant et système audio Alpine + Tableau de bord finition ronce de noyer + Seuils de portes chromés + Airbags conducteur, passager et latéraux + ABS avec EBD + Alarme volumétrique avec anti-démarrage + Aide au stationnement + Rétroviseur intérieur photosensible + Store pare-soleil arrière électrique (sauf break) + Contrôle de traction électronique.

#### Parkline
Cette série spéciale a été présentée de septembre à décembre 2003, elle est basée sur la 75 avant restylage pour seulement 1 euro de plus que la version "Pack" qui lui sert de base. Disponible en berline et break avec quatre motorisations (1.8, 1.8 T et 2.5 V6 essence, 2.0 CDT diesel). Initialement commercialisée jusqu'au 31/12/03, cette série sera prolongée en 2004 : 417 exemplaires étaient disponibles en concession en janvier 2004.
- Équipements extérieurs supplémentaires :
  - Cinq peintures métallisée disponibles selon stocks (gris "Starlight Silver", bleu "Odyssey", bleu "Royal", vert "Moonstone", "White Gold") + Jantes alliage 16 pouces "Union" + Phares halogènes en ellipse + Logos "Parkline" sur le bas des portes avant.
- Équipements intérieurs supplémentaires :
  - Sellerie cuir + Volant gainé cuir et bois + Régulateur de vitesse + Finition ronce de noyer sur tableau de bord + Lecteur 6 CD avec commande au volant et système audio Alpine.

#### 100th anniversary
Cette série limitée célèbre les 100 ans de la marque Rover en dotant la 75 d'un équipement haut de gamme, mais également des éléments de carrosserie de la version V8. Elle est limitée à 100 exemplaires et proposée à la vente uniquement en septembre 2004 dans toute l'Europe avec les moteurs essence 2.5 V6 et diesel 2.0 CDTi. Elle était présentée au salon du Mondial de l'automobile de Paris de 2004.
- Équipements extérieurs supplémentaires :
  - Deux peintures métallisée disponibles selon stocks ("Supertallic Chatsworth" et "Black Olive") + Boucliers spécifiques de la version V8 + Jantes en alliage "Vortex" 18 pouces (issues de la "V8") avec pneus 225/45 ZR 18 + Phares au xénon + Logos "100th anniversary" sur ailes avant.
- Équipements intérieurs supplémentaires :
  - Sellerie cuir beige + Sièges électriques et chauffants + Volant bi-matière et tableau de bord finition chêne clair + Système de navigation grand écran couleur + TV + Système audio Alpine avec haut-parleurs Harman-Kardon + Régulateur de vitesse et alarme de survitesse + Toit ouvrant électrique + Stores électriques arrière + Numéro de série limitée au pied de la console centrale.

#### Platinium Edition
Cette série reprend le principe de la 75 "Parkline" : proposer en série des équipements habituellement disponibles en option. Proposée en mars 2005, elle est également disponible en berline ou break mais avec une seule motorisations diesel, le 2.0 CDTi. Elle est élaborée à partir de la finition intermédiaire "Héritage SE".
- Équipements extérieurs supplémentaires :
  - Deux peintures métallisée disponibles (Starlight Silver ou Pearl Black) + Bouclier avant de la version V8 + Logos "Platinum Edition" sur les ailes avant + Radar de recul.
- Équipements intérieurs supplémentaires :
  - Sellerie cuir + Volant cuir et bois + Tableau de bord en ronce de noyer.

#### S.E.
Réservé au marché suisse en mars 2005, cette dernière série spéciale est dotée d'équipements luxueux et surtout de certains éléments extérieurs de la V8. Elle est disponible en berline ou break mais avec une seule motorisations essence, le 2.5 V6.
- Équipements extérieurs supplémentaires :
  - Six peintures métallisée disponibles (Royal Blue, Starlight Silver, Tempest Grey, Pearl Black, British Racing Green, Platinum Gold) + Bouclier avant spécifique de la version V8 + Jantes en alliage "Star Spoke" 17 pouces avec pneus 215/50 R17 + Phares anti-brouillard + Rétroviseurs extérieurs chromés, dégivrants, à réglage électrique et rabattable électriquement + Baguettes latérales chromées + Entourage des glaces latérales chromées + Seuils de portes chromés.
- Équipements intérieurs supplémentaires :
  - Sellerie cuir "Sandstone beige" ou "Black" + Système de navigation "Highline" avec fonction TV + Installation Hi-fi Alpine + Changeur 6 CD + Climatisation régulée + Toit ouvrant en verre coulissant et relevable, à commande électrique + Régulateur de vitesse + Alarme périmétrique et volumétrique + Sièges avant réglables électriquement avec fonction mémoire pour le siège conducteur + Volant cuir et bois.
- Options disponibles sur cette série spéciale :
  - Phares xénon + Système hi-fi "Premium" avec 8 haut-parleurs Harman/Kardon, caisson de basse et amplificateur + Store à lamelles sur lunette arrière à commande électrique (sur berline) + Compensation d'assiette sur l'essieu arrière (sur break).

## Caractéristiques

### Dimensions
|                             | Rover 75 (berline)              | Rover 75 Tourer (break)         | Rover 75 Vanden Plas (limousine) Rover 75 Limousine (limousine) |
| --------------------------- | ------------------------------- | ------------------------------- | --------------------------------------------------------------- |
| Longueur                    | 4 747 mm                        | 4 791 mm                        | 4 950 mm                                                        |

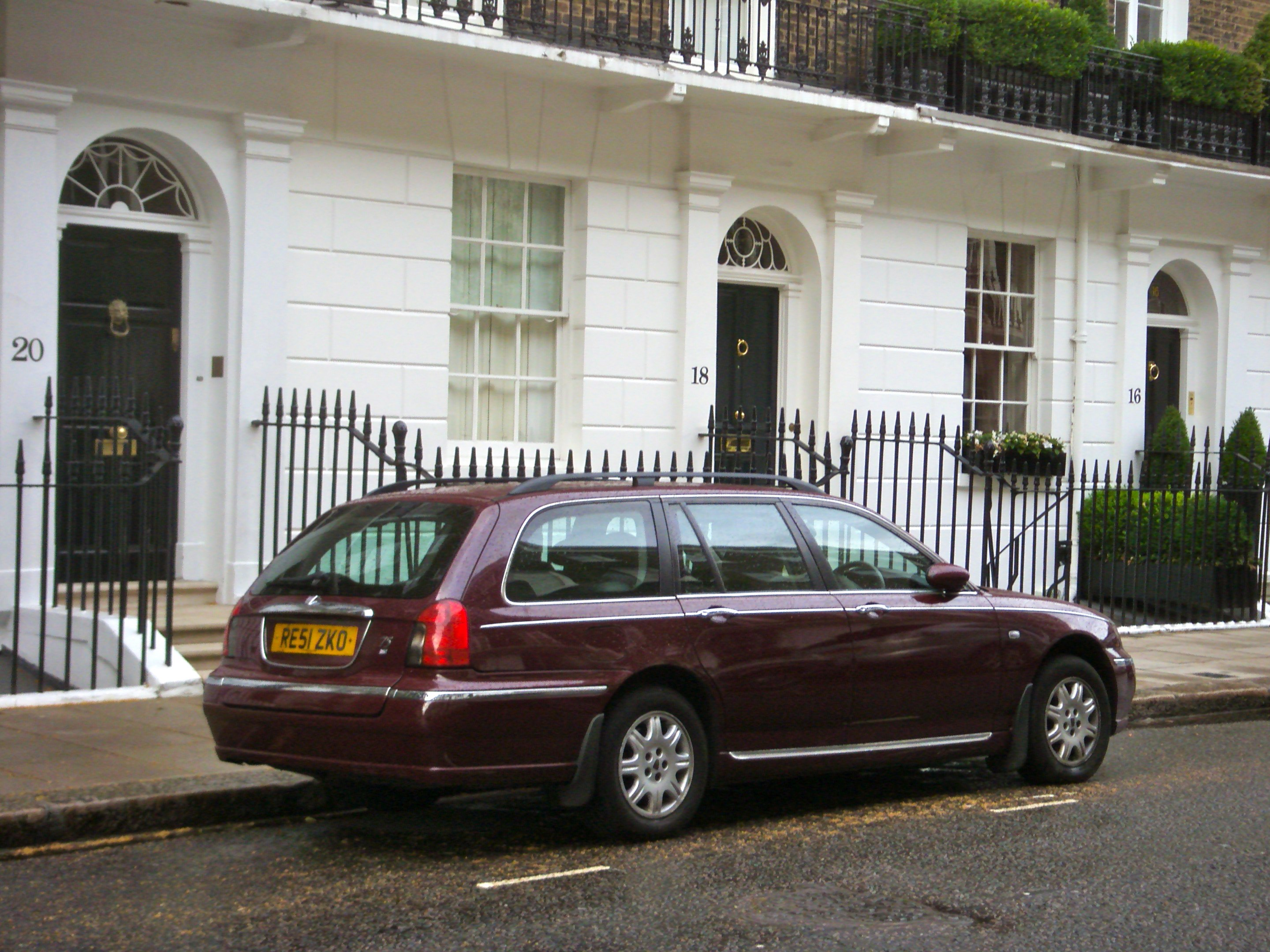
Rover 75 Tourer Phase 1.

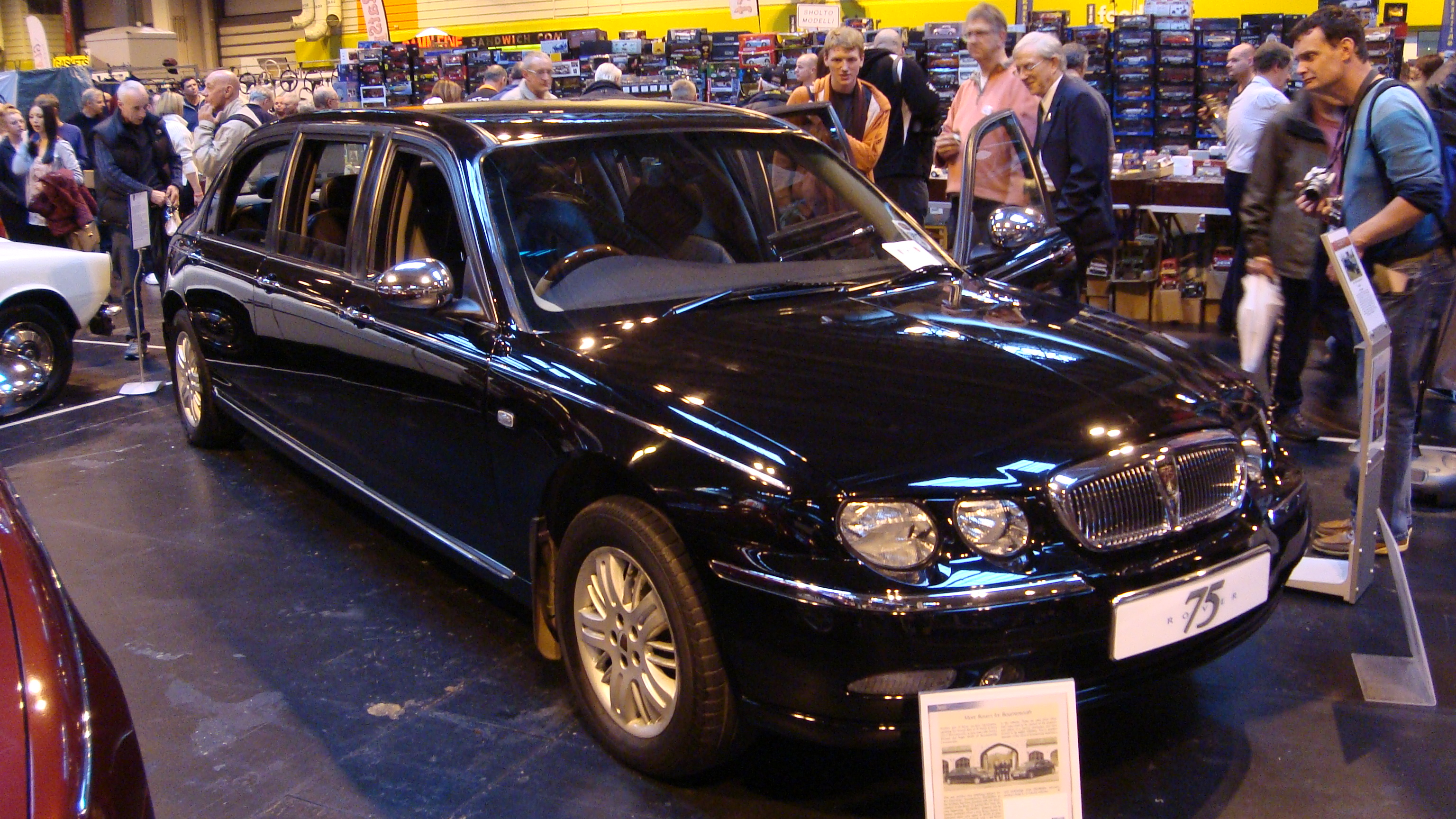
Limousine Rover 75 à 6 portes.

| Largeur (sans rétroviseurs) | 1 778 mm                        | 1 778 mm                        | 1 778 mm                                                        |
| Hauteur                     | 1 424 mm                        | 1 424 mm                        | 1 424 mm                                                        |
| Empattement                 | 2 746 mm                        | 2 746 mm                        | 2 946 mm                                                        |
| Masse à vide                | 1 370 à 1 600 kg (selon moteur) | 1 370 à 1 600 kg (selon moteur) | 1 370 à 1 600 kg (selon moteur)                                 |
| P.T.A.C.                    |                                 |                                 |                                                                 |
| Coffre                      | 432 l                           | 400 à 1 222 l                   | 432 l                                                           |
| Rayon de braquage           |                                 |                                 |                                                                 |
| Réservoir                   | 65 l                            | 65 l                            | 65 l                                                            |

### Chaîne cinématique

#### Moteurs

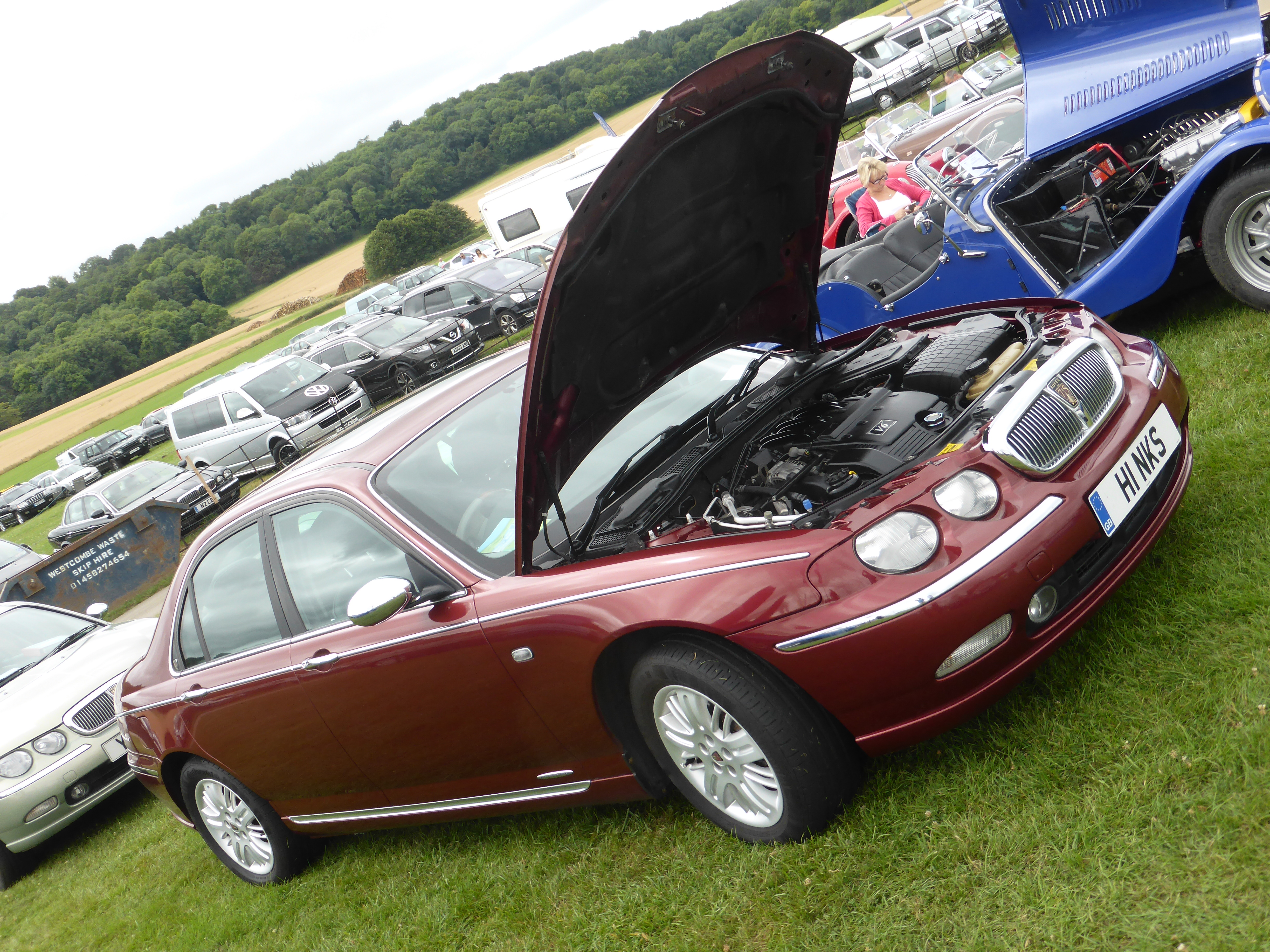
75 berline équipée du moteur V6.

La 75 disposait à son lancement de quatre motorisations différentes, de quatre et six cylindres (trois essence et un diesel). Au fil des millésimes, elle connut au total sept motorisations, dont cinq en essence et deux en diesel,. Tous les moteurs sont conformes aux normes anti-pollution Euro 2 et Euro 3.
- Du côté des moteurs essence :
  - le Rover Série-K quatre cylindres en ligne double arbre à cames en tête 16 soupapes de 1,8 litre à injection directe et gestion électronique intégrale avec turbocompresseur et intercooler développant 120 ch.
  - le Rover Série-K  quatre cylindres en ligne double arbre à cames en tête 16 soupapes de 1,8 litre à injection directe et gestion électronique intégrale avec turbocompresseur et intercooler développant 150 ch.
  - le Rover KV6 six cylindres en V à injection directe de 2,0 litres développant 150 ch.
  - le Rover KV6 six cylindres en V à injection directe de 2,5 litres développant 177 ch.
  - le Ford Modular huit cylindres en V à injection directe de 4,6 litres développant 260 ch.
- Du côté des moteurs diesel :
  - le BMW M47R, évolution du moteur BMW M47 (R pour Rover), quatre cylindres en ligne à injection directe à rampe commune de 2,0 litres avec turbocompresseur et intercooler développant 116 ch.
  - le BMW M47R  quatre cylindres en ligne à injection directe à rampe commune de 2,0 litres avec turbocompresseur et intercooler développant 131 ch. Cette motorisation est strictement identique mécaniquement à la première, la puissance et le couple supplémentaires étant obtenus par une amélioration de la cartographie du calculateur.

##### Berline et break
| Modèle                              | Construction      | Moteur + Nom                           | Cylindrée         | Performance                    | Couple                 | 0 à 100 km/h | Vitesse maxi | Consommation + CO2     |
| 75 16v - 1.8 (boite manuelle 5)     | 09/1998 - 04/2005 | 4 cylindres en ligne 16s Rover Série-K | 1 796 cm3 (1,8 l) | 88 kW (120 ch) à 5 500 tr/min  | 160 N m à 4 000 tr/min | 10,9 s       | 196 km/h     | 7,8 l/100 km 184 g/km  |
| 75 16v - 1.8 (boite automatique 5)  | 09/1998 - 04/2005 | 4 cylindres en ligne 16s Rover Série-K | 1 796 cm3 (1,8 l) | 88 kW (120 ch) à 5 500 tr/min  | 160 N m à 4 000 tr/min | 12,3 s       | 190 km/h     | 9,4 l/100 km 224 g/km  |
| 75 16v - 1.8T (boite manuelle 5)    | 09/2002 - 04/2005 | 4 cylindres en ligne 16s Rover Série-K | 1 796 cm3 (1,8 l) | 110 kW (150 ch) à 5 500 tr/min | 215 N m à 2 100 tr/min | 9,1 s        | 209 km/h     | 7,8 l/100 km 209 g/km  |
| 75 16v - 1.8T (boite automatique 5) | 09/2002 - 04/2005 | 4 cylindres en ligne 16s Rover Série-K | 1 796 cm3 (1,8 l) | 110 kW (150 ch) à 5 500 tr/min | 215 N m à 2 100 tr/min | 9,7 s        | 204 km/h     | 8,9 l/100 km 220 g/km  |
| 75 - 2.0 V6 (boite manuelle 5)      | 09/1998 - 10/2002 | 6 cylindres en V à 90° Rover KV6       | 1 998 cm3 (2,0 l) | 110 kW (150 ch) à 6 500 tr/min | 185 N m à 4 000 tr/min | 9,6 s        | 209 km/h     | 9,4 l/100 km 225 g/km  |
| 75 - 2.0 V6 (boite automatique 5)   | 09/1998 - 10/2002 | 6 cylindres en V à 90° Rover KV6       | 1 998 cm3 (2,0 l) | 110 kW (150 ch) à 6 500 tr/min | 185 N m à 4 000 tr/min | 10,8 s       | 204 km/h     | 10,3 l/100 km 245 g/km |
| 75 - 2.5 V6 (boite manuelle 5)      | 09/1998 - 04/2005 | 6 cylindres en V à 90° Rover KV6       | 2 497 cm3 (2,5 l) | 130 kW (177 ch) à 6 500 tr/min | 240 N m à 4 000 tr/min | 8,2 s        | 225 km/h     | 9,6 l/100 km 225 g/km  |
| 75 - 2.5 V6 (boite automatique 5)   | 09/1998 - 04/2005 | 6 cylindres en V à 90° Rover KV6       | 2 497 cm3 (2,5 l) | 130 kW (177 ch) à 6 500 tr/min | 240 N m à 4 000 tr/min | 8,9 s        | 216 km/h     | 10,5 l/100 km 249 g/km |
| 75 V8 (boite automatique 4)         | 03/2004 - 04/2005 | 8 cylindres en V à 90° Ford Modular    | 4 601 cm3 (4,6 l) | 191 kW (260 ch) à 5 000 tr/min | 410 N m à 4 000 tr/min | 7,0 s        | 243 km/h     | 12,8 l/100 km 319 g/km |

| Modèle                              | Construction      | Moteur + Nom                  | Cylindrée         | Performance                   | Couple                 | 0 à 100 km/h | Vitesse maxi | Consommation + CO2     |
| 75 - 2.0 CDT (boite manuelle 5)     | 09/1998 - 04/2005 | 4 cylindres en ligne BMW M47R | 1 951 cm3 (2,0 l) | 85 kW (116 ch) à 4 000 tr/min | 260 N m à 2 000 tr/min | 11,0 s       | 193 km/h     | 5,5 l/100 km 163 g/km  |
| 75 - 2.0 CDT (boite automatique 5)  | 09/1998 - 04/2005 | 4 cylindres en ligne BMW M47R | 1 951 cm3 (2,0 l) | 85 kW (116 ch) à 4 000 tr/min | 260 N m à 2 000 tr/min | 12,2 s       | 190 km/h     | 6,91 l/100 km 190 g/km |
| 75 - 2.0 CDTi (boite manuelle 5)    | 09/2002 - 04/2005 | 4 cylindres en ligne BMW M47R | 1 951 cm3 (2,0 l) | 96 kW (131 ch) à 4 000 tr/min | 300 N m à 1 900 tr/min | 10,0 s       | 195 km/h     | 5,65 l/100 km 163 g/km |
| 75 - 2.0 CDTi (boite automatique 5) | 09/2002 - 04/2005 | 4 cylindres en ligne BMW M47R | 1 951 cm3 (2,0 l) | 96 kW (131 ch) à 4 000 tr/min | 300 N m à 1 900 tr/min | 10,6 s       | 190 km/h     | 6,91 l/100 km 190 g/km |

##### Limousine
| Modèle                            | Construction      | Moteur + Nom                     | Cylindrée         | Performance                    | Couple                 | 0 à 100 km/h | Vitesse maxi | Consommation + CO2     |
| 75 - 2.5 V6 (boite automatique 5) | 03/2002 - 04/2005 | 6 cylindres en V à 90° Rover KV6 | 2 497 cm3 (2,5 l) | 130 kW (177 ch) à 6 500 tr/min | 240 N m à 4 000 tr/min | 9,9 s        | 216 km/h     | 10,6 l/100 km 249 g/km |

| Modèle                              | Construction      | Moteur + Nom                  | Cylindrée         | Performance                   | Couple                 | 0 à 100 km/h | Vitesse maxi | Consommation + CO2     |
| 75 - 2.0 CDTi (boite automatique 5) | 03/2002 - 04/2005 | 4 cylindres en ligne BMW M47R | 1 951 cm3 (2,0 l) | 96 kW (131 ch) à 4 000 tr/min | 300 N m à 1 900 tr/min | 11,8 s       | 190 km/h     | 6,91 l/100 km 190 g/km |

#### Boites de vitesses
La Rover 75 est équipée d'une boite de vitesses manuelle à cinq rapports, fournie par le fabricant Getrag, ou automatique à cinq rapports, fournie par le fabricant Jatco. La motorisation V8 dispose, quant à elle, d'une boite automatique à 4 rapports d'origine Ford.

## Influence de BMW
L'influence de BMW fut assez importante, non pas dans la direction du projet en lui-même, qui resta à 100 % dans les mains de Rover, mais dans la fourniture de composants et dans les méthodes de production et de finition. Ainsi, outre le bloc moteur Diesel issu de la BMW 320d (E46), de nombreuses autres pièces mécaniques, électriques ou électroniques issues de cette même voiture trouvent leur place dans la Rover 75. De même, l'ensemble de l'électronique est rattaché à un bus K-bus, d'origine BMW (que l'on retrouve aussi sous l'appellation i-Bus). Le système de GPS/radio/TV intégré est issu de la BMW série 3 E46, et à ce titre, peut bénéficier des mêmes possibilités de mise à jour de ses différents composants.
Une idée assez largement répandue par la presse lors du lancement de la 75 voulait que la plateforme de la voiture soit dérivée de celle de la BMW Série 5. La présence d'un large tunnel central, signe distinctif des véhicules à propulsion, semblait accréditer cette idée. En réalité, il n'en est rien. La plateforme de la 75 est basée, de manière indirecte, sur un projet abandonné par BMW de véhicule traction. Le tunnel central, qui ne devait pas servir à un arbre de transmission puisque la Rover 75 est une traction, est uniquement présent afin de renforcer la rigidité d'ensemble du châssis. Cette approche fut également utilisée par Rover et BMW pour la conception de la nouvelle Mini (R50), commercialisée par BMW en 2001.

## Les modèles chinois dérivés de la Rover 75
Lors de la vente des actifs du groupe MG Rover à la suite de sa mise en liquidation judiciaire, le groupe chinois NAC (Nanjing Automobile Corporation) acheta les lignes de production de la Rover 75 ainsi que les droits sur la marque MG, et produisit sa propre version sous l'appellation MG7 en Chine. Le groupe chinois SAIC, qui avait racheté les droits intellectuels de la Rover 75 au groupe MG Rover quelques mois avant sa faillite, développa sa propre version sous une marque spécialement créée pour l'occasion, Roewe. En 2008, le groupe SAIC se porta acquéreur du groupe NAC, récupérant ainsi les droits sur la marque MG.
La Roewe 750, considérablement modifiée esthétiquement, notamment à l'intérieur et à l'arrière, fut produite en Chine jusqu'en 2016.

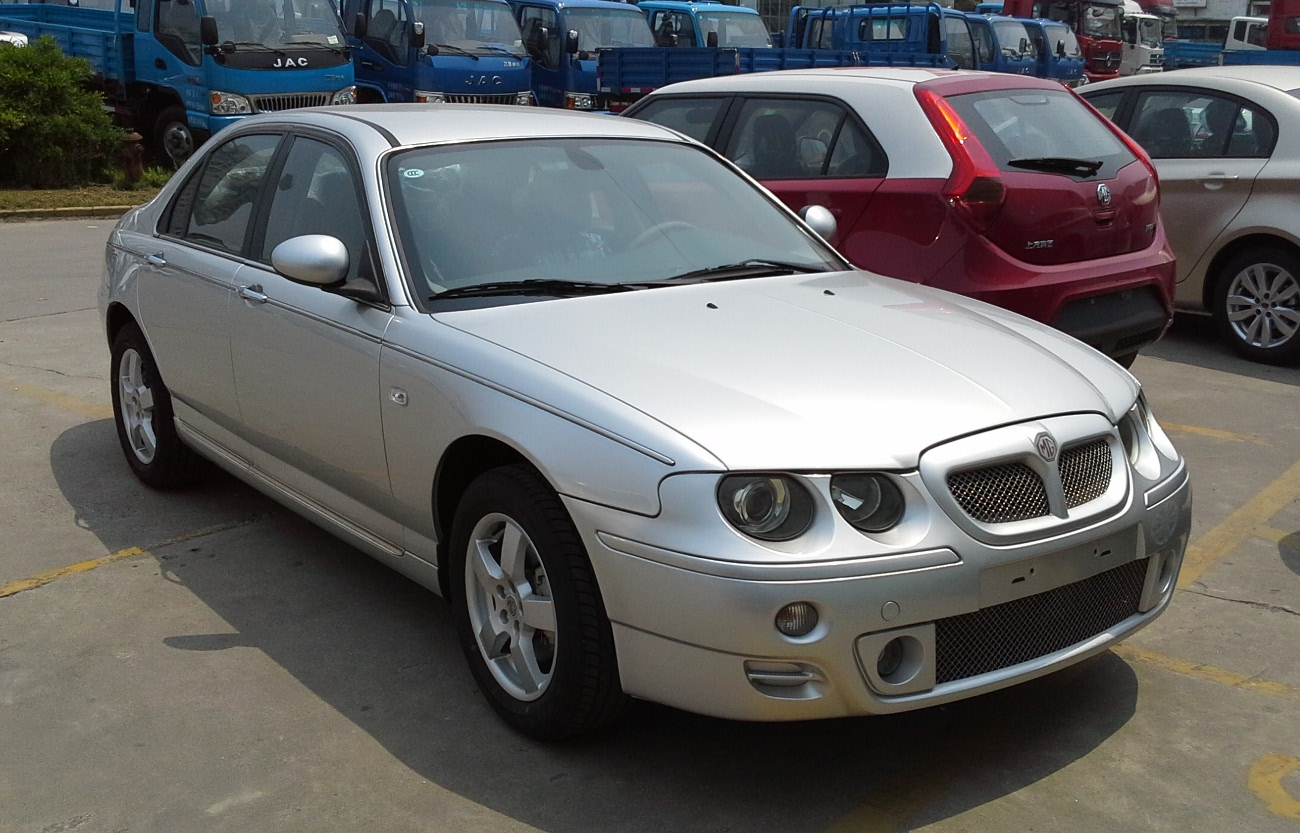
MG 7
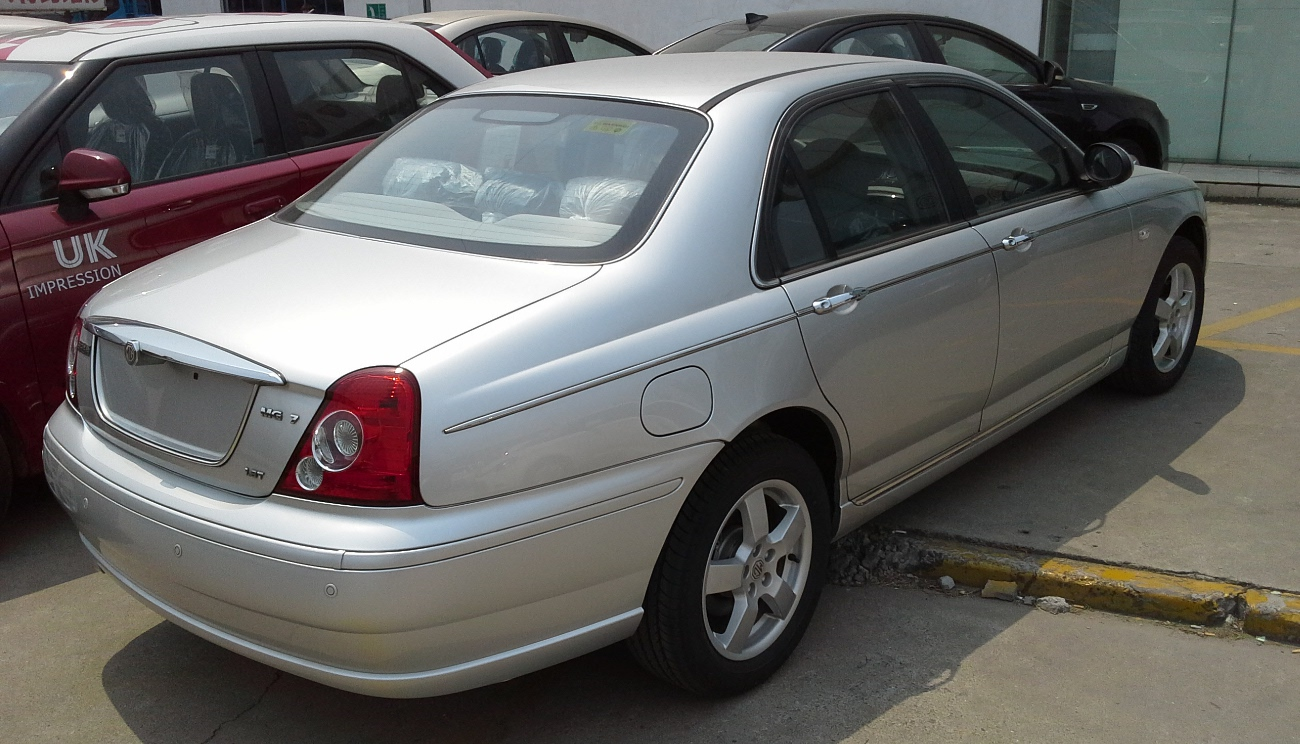
MG 7
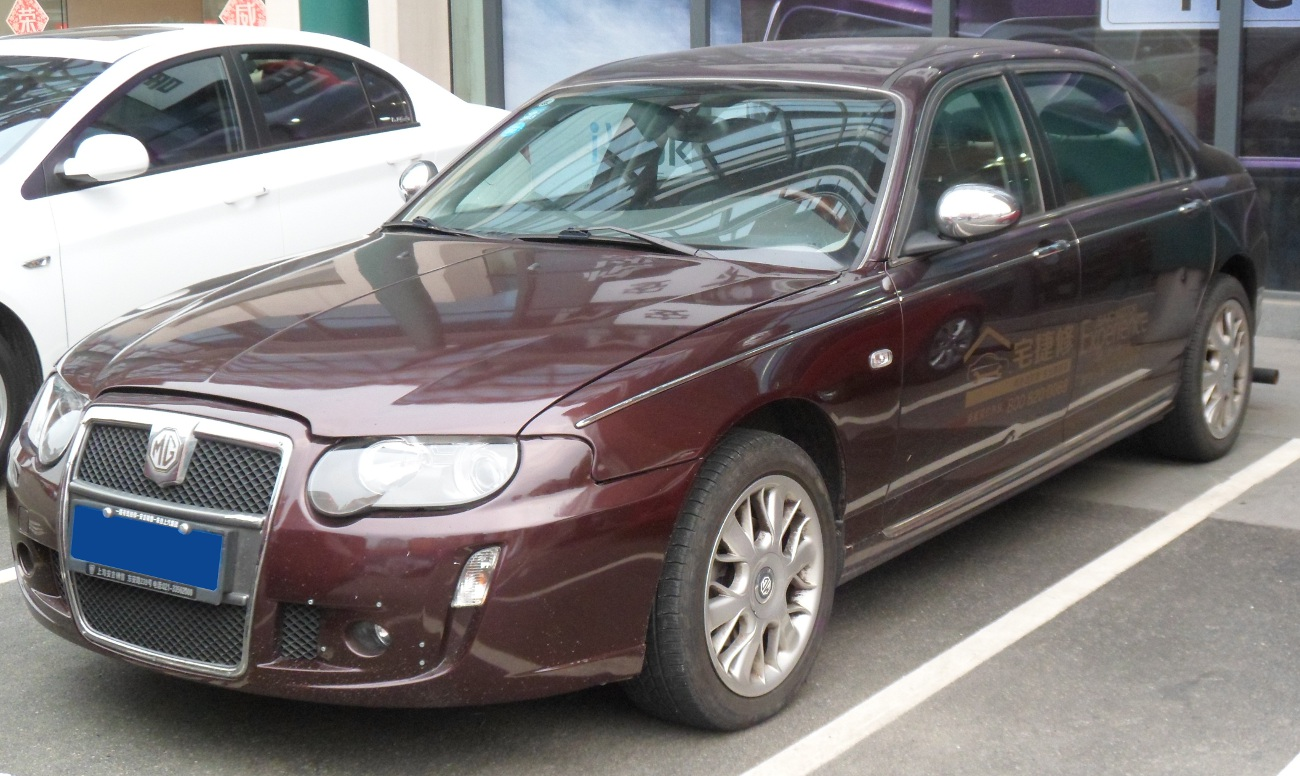
MG 7L
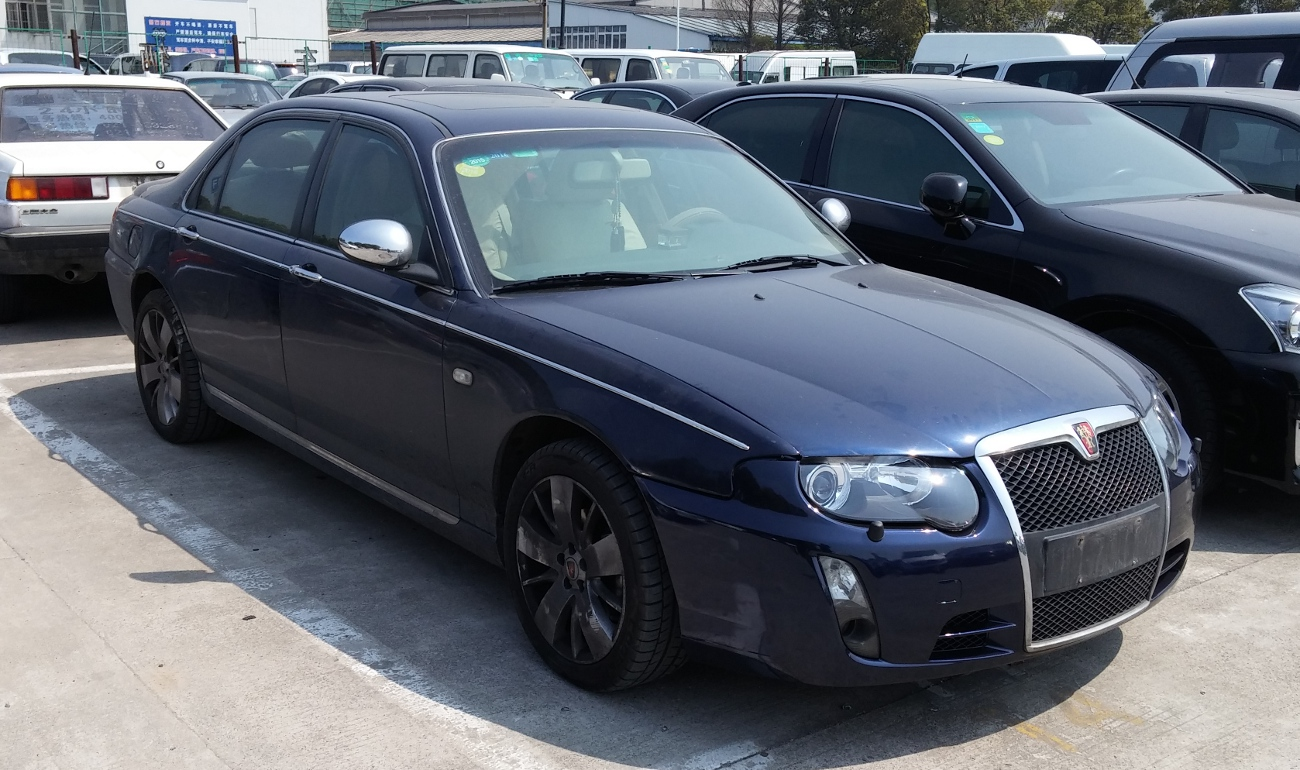
Roewe 750
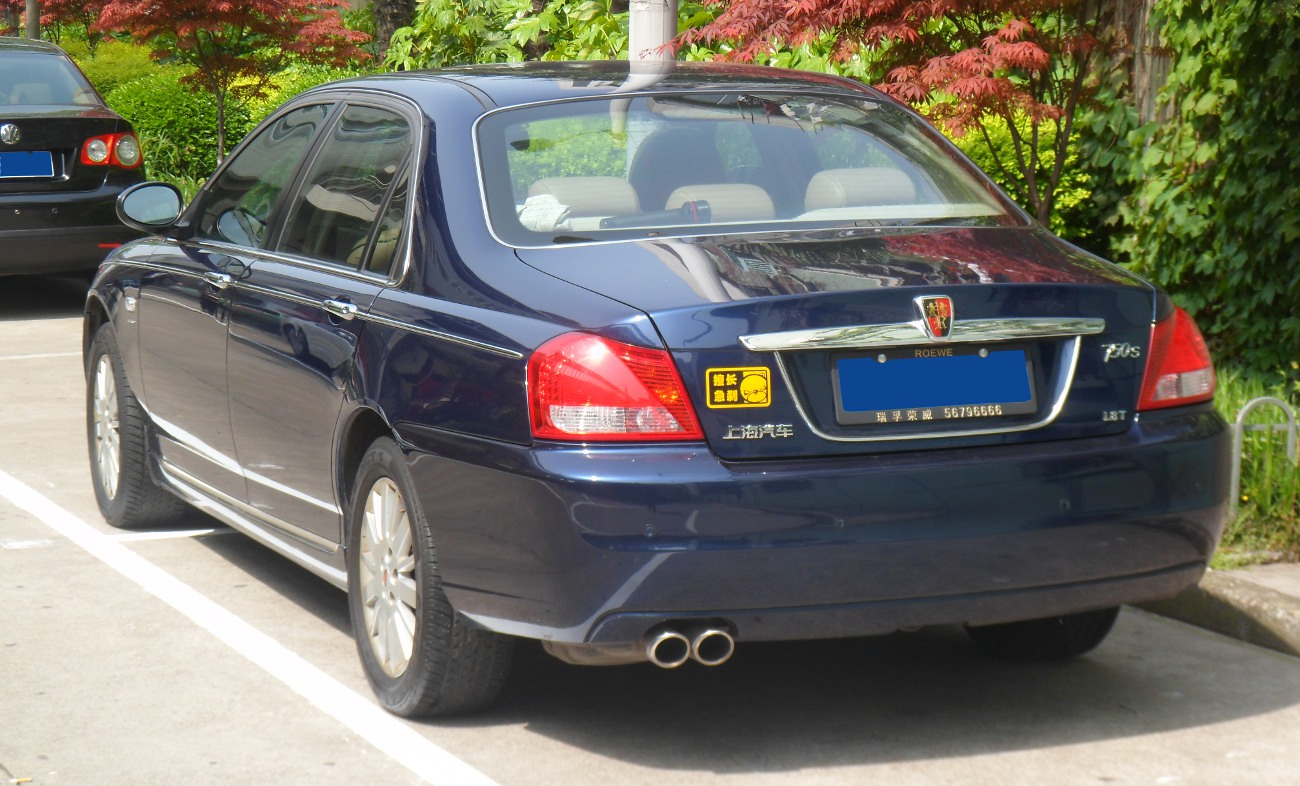
Roewe 750